# Jalkapallon suomenmestaruuskilpailut 1928
Dvacátý ročník Jalkapallon suomenmestaruuskilpailut (Finského fotbalového mistrovství) se konal za účastí čtyř klubů v roce 1928.
Vítězem turnaje se stal poprvé ve své klubové historii TPS, který porazil ve finále IFK Helsinky 1:1 a 3:2.